# Martin Marietta X-24A
El Martin Marietta X-24A va ser un avió experimental estatunidenc desenvolupat des d'un programa conjunt USAF-NASA nomenat PILOT (1963-1975). Va ser dissenyat i construït per provar conceptes de cos portant, experimentant amb la idea de reentrada i aterratge sense motor, utilitzada més tard pel transbordador espacial.

## Especificacions (X-24A)
- Tripulació: 1
- Llargada: 7,47 m
- Amplada: 3,51 m
- Altura: 2,92 m
- Superfície d'ala: 18,91 m²
- Pes en buit: 2.885 kg
- Pes màxim a l'enlairament: 4.853 kg
- Motor: «Reaction Motors XLR-11rs» (motor de coet)
- Potència: 37,7 kN
- Velocitat màxima en altura: 1.667 km/h
- Autonomia: 72 km
- Altura màxima: 21.763 m